# Hrvoje Horvat (Handballspieler, 1946)
Hrvoje Horvat (* 22. Mai 1946 in Bjelovar, SFR Jugoslawien) ist ein kroatisch-deutscher Handballtrainer und ehemaliger Handballspieler, der überwiegend auf der Position Rückraum Mitte eingesetzt wurde.
Horvat begann das Handballspielen mit 13 Jahren bei ORK Partizan Bjelovar, wo er auch den Großteil seiner Karriere verbrachte und mehrere Meistertitel errang. 1972 gewann der Spielmacher den Europapokal der Landesmeister.
In der Saison 1975/1976 erzielte er 12,2 Tore pro Spiel. 1979 wechselte er zum TSV Milbertshofen in die Handball-Bundesliga, wo er 1983 nach drei Jahren beim MTSV Schwabing seine Spielerkarriere beendete.
Mit der jugoslawischen Nationalmannschaft gewann der 231-malige jugoslawische Rekordnationalspieler bei den Olympischen Spielen 1972 in München die Goldmedaille, 1976 in Montreal wurde er Fünfter. Bei den Weltmeisterschaften 1970 und 1974 holte er jeweils Bronze.
Als Handballtrainer betreute er mehrere deutsche Vereine von der Regionalliga bis zur Bundesliga. So führte er den TV Eitra und den TV 08 Willstätt in die 1. Bundesliga sowie den HSC 2000 Coburg in die 2. Bundesliga.
Seit 2007 besitzt er die deutsche Staatsangehörigkeit.
Hrvoje Horvat ist verheiratet mit Dunja und hat zwei Töchter und einen Sohn, der ebenfalls Hrvoje heißt und Handballspieler war sowie heute als Trainer tätig ist. Er ist der Schwiegervater des 2011 verstorbenen slowenisch-kroatischen Handballspielers Iztok Puc und Großvater des Tennisspielers Borut Puc.

## Erfolge
Mit ORK Partizan Bjelovar:
- Jugoslawischer Meister 1967, 1968, 1970, 1971, 1972, 1977, 1979
- Jugoslawischer Pokalsieger 1968, 1976
- Europapokal der Landesmeister 1972

Mit der jugoslawischen Nationalmannschaft:
- Olympiasieger 1972
- Bronze bei der WM 1970 und 1974